# Hautot-Saint-Sulpice
Hautot-Saint-Sulpice è un comune francese di 608 abitanti situato nel dipartimento della Senna Marittima nella regione della Normandia.

## Società

### Evoluzione demografica
Abitanti censiti